# 鯨のたれ
鯨のたれ（くじらのたれ）は、ツチクジラ（槌鯨）の赤身肉を塩または調味料に漬け込み、天日で干したもの。血抜きをしないツチクジラの肉を使うため、色は黒く味には独特のクセがある。酒肴やおかずとして用いられる。千葉県南部安房地方の特産品。

## 解説
ツチクジラの回遊してくる夏の時期に生肉を簡便に加工できるため、安房地方の家庭で作られてきた。大正末期から昭和初期頃の食生活をまとめた『聞き書 千葉の食事』では、生の鯨を薄く切って塩をし、一日程度干したものとしている。海獣や魚の塩干物を「タレ」と呼ぶことがあり、これは天日干しの際に肉をぶらさげて「垂らす」ことが語源であるとする説がある。
いっぽう現在は、醤油ベースの調味料（タレ）に漬け込んで干したやわらかく風味のよいものが主流となっている。家庭製のもののほか、地域の加工業者による販売も行われるようになるなかで、1973年にみりんと醤油に漬けたやわらかいタレが発案されたと業者が伝えている。1980年代頃までは旧来のものと新しいものが両方販売されていた。
従来の鯨のたれは親戚への贈り物や盆の土産といった地域の人の需要によるものであったが、捕鯨基地のある和田漁港での年間捕獲数を26頭とする制限によるツチクジラの肉の価格高騰などの要因もあり、観光客向けの土産物や珍味として、味ややわらかさに留意した製品が増えている。

## 調理法
旧来の製法のものは、そのままではかなり硬い。一般的には、軽くあぶってから裂いて食べる方法が紹介されている。焼きすぎないことが肝要とされる。スルメと同様に、マヨネーズがつけられることもある。
近年では、半生状態で出荷することでそのまま食べられるように製造したものもあるが、硬いものほど長期にわたって保存できるわけではない。